# چارلز کنیون
چارلز کنیون (انگلیسی: Charles Kenyon؛ ۲ نوامبر ۱۸۸۰ – ۲۷ ژوئن ۱۹۶۱) یک فیلم‌نامه‌نویس اهل ایالات متحده آمریکا بود.

## فیلم‌شناسی
- Kindling (۱۹۱۵)
- تاوان (۱۹۲۰)
- A Tale of Two Worlds (۱۹۲۱)
- ببر سفید (۱۹۲۳)
- Hoodman Blind (۱۹۲۳)
- The Lone Chance (۱۹۲۴)
- The Desert Outlaw (۱۹۲۴)
- The Iron Horse (۱۹۲۴)
- Hearts of Oak (۱۹۲۴)
- The Old Soak (۱۹۲۶)
- Show Boat (۱۹۲۹)
- Recaptured Love (۱۹۳۰)
- The Office Wife (۱۹۳۰)
- My Past (۱۹۳۱)
- Party Husband (۱۹۳۱)
- دکتر مونیکا (۱۹۳۴)
- The Goose and the Gander (۱۹۳۵)
- رؤیای شب نیمه تابستان (۱۹۳۵)
- The Petrified Forest (۱۹۳۶)
- The Golden Arrow (۱۹۳۶)
- یکصد مرد و یک دختر (۱۹۳۷)
- The Lady Objects (۱۹۳۸)